# Snezhana Abarzhi
Snezhana I. Abarzhi también conocida como Snejana I. Abarji (Unión Soviética, siglo XX) es una matemática aplicada y física matemática rusa. Esta especializada en la dinámica de fluidos y plasmas y sus aplicaciones en la naturaleza y la tecnología. Su investigación ha indicado que las supernovas explotan más lentamente y con menos turbulencia de lo que se pensaba anteriormente, cambiando la comprensión de los mecanismos por los cuales se forman núcleos atómicos pesados en estas explosiones. Es profesora y catedrática de Matemáticas Aplicadas en la Universidad de Australia Occidental.

## Biografía
Obtuvo una licenciatura en física y matemáticas aplicadas y en biología molecular en 1987 en el Instituto de Física y Tecnología de Moscú, y obtuvo allí una maestría en física y matemáticas aplicadas, summa cum laude, en 1990. Completó su doctorado en 1994 a través del Instituto Landáu de Física Teórica y el Instituto Kapitza de Problemas Físicos de la Academia de Ciencias de Rusia, supervisada por Sergei I. Anisimov.
Aunque ocupó un puesto como investigadora en la Academia de Ciencias de Rusia de 1994 a 2004, llegó a los Estados Unidos en 1997 como profesora invitada en la Universidad de Carolina del Norte en Chapel Hill, y luego, en 1998, se convirtió en becaria Alexander von Humboldt. en la Universidad de Bayreuth en Alemania. En 1999 ocupó un puesto de investigación en la Universidad de Stony Brook. En 2002, pasó brevemente a ocupar una cátedra de investigación en la Universidad de Osaka antes de regresar a Estados Unidos como investigadora principal en el Centro de Investigación de Turbulencias de la Universidad de Stanford. En 2005 se convirtió en miembro de la facultad de investigación de la Universidad de Chicago y en 2006 añadió un puesto docente de rango regular como profesora asociada en el Instituto de Tecnología de Illinois. También ha trabajado en la Universidad Carnegie Mellon de 2013 a 2016 antes de trasladarse a la Universidad de Australia Occidental.

## Reconocimientos
En 2020, Abarzhi fue nombrada miembro de la Sociedad Estadounidense de Física (APS), después de una nominación de la División de Dinámica de Fluidos de la APS, "por un trabajo profundo y duradero sobre Rayleigh-Taylor y las inestabilidades relacionadas, y por un liderazgo sostenido en esa comunidad".

## Publicaciones seleccionadas
- Abarzhi, Snezhana I.; Bhowmick, Aklant K.; Naveh, Annie; Pandian, Arun; Swisher, Nora C.; Stellingwerf, Robert F.; Arnett, W. David (November 2018), «Supernova, nuclear synthesis, fluid instabilities, and interfacial mixing», Proceedings of the National Academy of Sciences 116 (37): 18184-18192, PMC 6744890, PMID 30478062, doi:10.1073/pnas.1714502115.
- Abarzhi, Snezhana I.; Ilyin, Daniil V.; Goddard, William A.; Anisimov, Sergei I. (Agosto de 2018), «Interface dynamics: Mechanisms of stabilization and destabilization and structure of flow fields», Proceedings of the National Academy of Sciences 116 (37): 18218-18226, PMC 6744915, PMID 30082395, doi:10.1073/pnas.1714500115.
- Abarzhi, Snezhana I. (Abril de 2010), «Review of theoretical modelling approaches of Rayleigh–Taylor instabilities and turbulent mixing», Philosophical Transactions of the Royal Society A 368 (1916): 1809-1828, Bibcode:2010RSPTA.368.1809A, PMID 20211884, doi:10.1098/rsta.2010.0020.
- Abarzhi, Snezhana I. (Julio de 1998), «Stable steady flows in Rayleigh–Taylor instability», Physical Review Letters 81 (2): 337-340, Bibcode:1998PhRvL..81..337A, doi:10.1103/physrevlett.81.337.